# Кащук Дмитро Анатолійович
Дмитро Анатолійович Кащук (нар. 4 травня 1983) — голова Державної служби геології та надр України (2014—2015). Голова комітету з питань надрокористування при Європейській бізнес асоціації (з 2022 року).

## Освіта
1990–2000 роки — навчався у львівській школі № 82, вищу освіту здобув у Львівській політехніці в Інституті економіки і менеджменту за спеціальністю «Міжнародна економіка» (2000—2005). 2004 року вступив до Інституту післядипломної освіти Національного університету ім. Франка, де здобув фах правознавця. З 2011 року навчався у Національній академії державного управління при Президентові України за спеціальністю «Державне управління» (заочна форма навчання).
Володіє англійською та німецькими мовами (поглиблював знання іноземних мов на курсах у Відні (Австрія).[джерело?]

## Кар'єра
Упродовж 2005–2006 років стажувався у голови комітету Верховної Ради з питань економічної політики, управління народним господарством, власності та інвестицій.
2006 рік — стажувався у заступника Голови Комітету ВРУ з питань правової політики.
Протягом 2006–2008 років працював помічником-консультантом народних депутатів України (Комітет ВРУ з питань боротьби з організованою злочинністю і корупцією, Комітет Верховної Ради України з питань бюджету). Під час своєї роботи в комітеті Верховної ради України з питань бюджету брав участь у розробці законопроєктів про Державний бюджет України на відповідні роки та у підготовці бюджетних ініціатив, спрямованих на збільшення дохідної частини державного бюджету.
У 2008 році призначений заступником директора департаменту розвитку експорту Міністерства економіки України, а 2009 року — заступником директора департаменту — начальником відділу розвитку експорту департаменту зовнішньоекономічної політики Міністерства економіки України. Займався розробкою стратегії розвитку експорту, механізмів кредитування та страхування експорту, підтримкою українського експорту закордоном та створенням сайту www.ukrexport.gov.ua.
2010–2011 роки — заступник начальника Головного управління економіки та інвестицій — начальник управління інвестиційної політики Львівської обласної державної адміністрації. За період роботи в економіку області залучено інвестиції 10 великих вітчизняних та іноземних інвесторів на виробництво сонячних батарей, абразивних матеріалів, будівельних матеріалів, кабельної продукції.
У 2013 році став заступником директора ТОВ «Фіакр-Львів», що обслуговує міські та приміські автобусні маршрути загального користування у Львові та Львівській області. За період роботи Дмитра Кащука на посаді кількість працівників підприємства зросла в 2,5 раза до 352 осіб, відрахування до бюджетів зросли в 2 рази, був закуплений 21 новий автобус та розширений парк низькопідлогових автобусів великої пасажиромісткості.
2014 року (лютий-березень) — представник за контрактом компанії Chevron в Західному регіоні України.
З 21 травня 2014 до січня 2015 року — голова Державної служби геології та надр України.
У 2022 році очолив комітет надрокористування Європейської бізнес асоціації, який розпочав свою роботу у вересні 2022 року. Комітет об'єднує компанії, що видобувають корисні копалини, є професійними радниками у сфері користування надр та мають спільне бачення щодо перетворення галузі на інвестиційно привабливу галузь економіки України

## Розслідування

### Звинувачення у
З 21 травня 2014 до січня 2015 — Голова Державної служби геології та надр України. За даними СБУ, в серпні 2014 року Кащук уклав угоду з підконтрольними компаніями на геологічне вивчення бурштину на Рівненщині, де під виглядом геологічних робіт здійснювався незаконний видобуток.
2015 року ці схеми було викрито СБУ. Кащук заявив, що звинувачень він не отримував і не було відкрито кримінального провадження. За словами Кащука, розслідування було спробами нашкодити його діловій репутації, адже за його керівництва Держгеонадра призупинило дію 168 дозволів на користування надрами для компаній, наближених до сім'ї Януковича.

## Особисте життя
Дружина Лілія, доньки Меланія та Єва.